# Blood Circus (película)
Blood Circus es una película estadounidense del género acción de 2017, dirigida por Jacob Cooney, escrita por Eric Weinstock, musicalizada por David Bateman, en la fotografía estuvo Alexander Chinnici y los protagonistas son Jamie Nocher, Tom Sizemore y Robert LaSardo, entre otros. Este largometraje fue producido por DTLA Entertainment Group y se estrenó el 19 de diciembre de 2017.

## Sinopsis
Un campeón mundial de artes marciales mixtas, ahora retirado, está atrapado en un club de pelea ilegal conocido como Blood Circus, él tendrá que combatir para seguir con vida y poner a salvo a su familia.